# حزب الوسط الاجتماعي (المغرب)
حزب الوسط الاجتماعي (بالفرنسية: Parti du Centre Social)‏ أو كما يعرف اختصارًا بـ (PCS) هو حزب سياسي مغربي. أسس في 4 أغسطس 1982. استأنف نشاطه السياسي في 1999 بعد مؤتمر استثنائي، لكن حضوره ضئيل على الساحة السياسية المغربية.

## التاريخ
تأسس الحزب عام 1984. كان المؤسس لهين مديح.
لم يفز الحزب بأي مقاعد خلال الانتخابات البرلمانية التي أجريت في 7 سبتمبر 2007.
في 17 نوفمبر 2012، أعيد انتخاب لحسن مديح على رأس الحزب خلال انعقاد المؤتمر الوطني العادي الرابع لحزب PCS.
يمثل الحزب عضو واحد في مجلس المستشارين.

## الرئاسة
- الامين العام: لحسن مديح.[5]
- نائب الأمين العام: أحمد إجنا
- نائب الأمين العام: جوزيف ليفي

### مقالات ذات صلة
- السياسة في المغرب
- الاحزاب السياسية المغربية

### روابط خارجية
جوزيف ليفي زعيم PCS: تعزيز مغرب للجميع في المغرب اليوم يوم 02/05/2007